# Isabelle Stoffel
Isabelle Stoffel est une actrice et réalisatrice suisse qui travaille dans les pays germanophones et hispanophones[Quoi ?].

## Biographie
Isabelle Stoffel a suivi une formation d'actrice à la Haute école des arts de Berne. Elle s'est produite dans divers théâtres suisses tels que le théâtre munipal de Lucerne (de), la Caserne de Bâle, le maison du théâtre de l'allée Gessner (de) de Zurich et le théâtre municipal de Berne. Elle s'est produite en Belgique avec la troupe de théâtre Teatro de los Sentidos (es), à Rio de Janeiro au palais de Saint-Christophe, à Berlin au Sophiensäle (de), entre autres en tant que membre de l'ensemble Nico and the Navigators. Depuis 2005, elle est également apparue sur scène dans de nombreuses productions dans le monde hispanophone, notamment le monologue Ma reddition au Théâtre national de Madrid, à la Sala Muntaner (es) de Barcelone et au Teatro Maipo de Buenos Aires. Au Edinburgh Festival Fringe 2013, elle a interprété La reddition en anglais. Elle a joué dans plusieurs productions cinématographiques et télévisuelles en Allemagne et en Espagne. En 2012, elle a fait sa première production théâtrale en Suisse Jimmy, Traumgeschöpf, pour laquelle elle a fondé la formation Recycled Illusions.

## Filmographie partielle

### Cinéma
- 2001 : Berlin is in Germany de Hannes Stöhr
- 2009 : El cónsul de Sodoma de Sigfrid Monleón
- 2010 : Ispansi de Carlos Iglesias (es)
- 2010 : Todas las canciones hablan de mí de Jonás Trueba
- 2013 : Los ilusos (en) de Jonás Trueba
- 2015 : Los exiliados románticos de Jonás Trueba
- 2019 : Eva en août de Jonás Trueba

### Télévision
- 2009 : Lasko, le protecteur
- 2010 : Alerte Cobra
- 2021 : Tatort